# Sarrat dera Gerbosa
El Sarrat dera Gerbosa és una serra situada al municipi de Vielha e Mijaran a la comarca de la Vall d'Aran, amb una elevació màxima de 2.846 metres. Forma, juntament amb la Sèrra dera Pleta Naua, el límit septentrional de la Vall de Molières.